# Søndag i fælledparken
|  | Denne artikel er oprettet af botten Steenthbot ud fra en ekstern database. Den kan derfor have sproglige fejl eller mangler. Denne skabelon kan fjernes efter kontrol af indholdet. |

Søndag i fælledparken er en dansk dokumentarfilm fra 1975 instrueret af Bent Næsby efter eget manuskript.

## Handling
Stemningsbeskrivelse fra Fælledparkens kommunalt arrangerede beatkoncerter med "Gasolin" og "Alrune Rod", optaget en sommerdag 1974.